# Hendrik Ahrend
Hendrik Ahrend (Leer, 11 agosto 1963) è un organaro tedesco.

## Biografia
Figlio di Jürgen Ahrend, Hendrik Ahrend nacque nel 1963. Fra il 1984 e il 1987 studiò con l'organaro Johannes Rohlf a Neubulach, e, dal 1988 al 1989 e dal 1996 al 2000, con il proprio padre a Leer. Fra il 1989 e il 1995 andò negli Stati Uniti d'America per studiare scienze dello sport.
Entrato a far parte come dipendente dell'azienda di famiglia, nel 1998 Hendrik Ahrend eseguì l'intonazione dell'organo di Dornum, e, nel 2002, guidò la progettazione del nuovo organo per la chiesa luterana di Leer. Nel 2000 si laureò presso la scuola per organari di Ludwigsburg e poi passò quattordici mesi a perfezionarsi dall'organaro John Rohlf. Nel 2004 gli venne conferito l'Internationalen Arp-Schnitger-Preis ("Premio Internazionale Arp Schnitger"), e, nel 2005, succedette a suo padre Jürgen come direttore dell'azienda di famiglia.

## Opere
Di seguito un elenco, non esaustivo, dei lavori di Hendrik Ahrend:
| Anno    | Opus | Città                   | Luogo                     | Immagine | Manuali | Registri | Tipo di intervento                                                                                 |
| ------- | ---- | ----------------------- | ------------------------- | -------- | ------- | -------- | -------------------------------------------------------------------------------------------------- |
| 2005    | 167  | Kongsberg (N)           | Kirkelig Fellesråd        |          | I       | 3 1/2    | Nuovo (positivo a cassapanca).                                                                     |
| 2005    | 170  | Indiana (USA)           | University of Notre Dame  |          | I       | 5        | Nuovo (positivo a cassapanca).                                                                     |
| 2005    | 171  | Pernegg (A)             | Stift Pernegg             |          | II/P    | 18       | Restauro.                                                                                          |
| 2006    | 172  | Calgary (USA)           | University of Calgary     |          | II/P    | 21       | Nuovo.                                                                                             |
| 2007    | 176  | Herzogenaurach (D)      | St. Otto                  |          | II/P    | 26       | Nuovo, in stile nordico.                                                                           |
| 2007    | 177  | Vaison-la-Romaine (F)   | Cattedrale di Notre Dame  |          | II/P    | 20       | Nuovo.                                                                                             |
| 2007    | 178  | Kantens (NL)            | Antoniuskerk              |          | II/p    | 15       | Ricostruzione del rückpositiv.                                                                     |
| 2007    | 179  | Våler (N)               | Våler kirkelige fellesråd |          | I       | 8        | Restauro dell'organo Samuelsen del 1781.                                                           |
| 2007-08 | 180  | Leer (D)                | Parrocchia                |          | II/P    | 10       | Nuovo, in stile ottocentesco.                                                                      |
| 2008    | 181  | Pischelsdorf (A)        | Wallfahrtskirche Hart     |          | I       | 6        | Restauro dell'organo di Konrad Zerndl del 1628.                                                    |
| 2008-09 | 187  | Venezia (I)             | Chiesa di San Salvador    |          | I/p     | 8        | Nuovo, in collaborazione con suo padre Jürgen. Vedi la pagina di approfondimento.                  |
| 2009    | 188  | Melle (D)               | St. Matthäus              |          | II/P    | 23       | Restauro dell'organo Klausing del 1713.                                                            |
| 2009    | 189  | Königs Wusterhausen (D) | Kreuzkirche               |          | II/P    | 19       | Nuovo, dietro prospetto del 1706.                                                                  |
| 2010    | 194  | Bressanone (I)          | Kirche Unsere Liebe Frau  |          | II/P    | 11       | Restauro dell'organo di Daniel Herz del 1649.                                                      |
| 2010-11 | 195  | Hollern (D)             | St. Mauritius             |          | II/P    | 24       | Restauro dell'organo di Arp Schnitger del 1690. Vedi la pagina di approfondimento.                 |
| 2011-12 | 198  | Worpswede (D)           | Zionskirche               |          | II/P    | 24       | Nuovo, ma basato sulle caratteristiche di un perduto organo di Dietrich Christoph Gloger del 1762. |
| 2011-12 | 199  | Buttforde (D)           | St.-Marien-Kirche         |          | I/p     | 9        | Restauro dell'organo di Joachim Richborn del 1701. Vedi la pagina di approfondimento.              |
| 2012-13 | 201  | Badia (I)               | St. Jakob und Leonhard    |          | III/P   | 35       | Nuovo.                                                                                             |
| 2013    | 202  | Sankt Peter (D)         | Maria Lindenberg          |          | II/P    | 17       | Nuovo.                                                                                             |
| 201314  | 203  | Möllenbeck (D)          | Klosterkirche             |          | II/P    | 20       | Restauro dell'organo di Christian Wilhelm Möhling del 1844.                                        |
| 2014-17 |      | Leer (D)                | Große Kirche              |          | III/P   | 37       | Restauro e ampliamento.                                                                            |